# ディアナ号

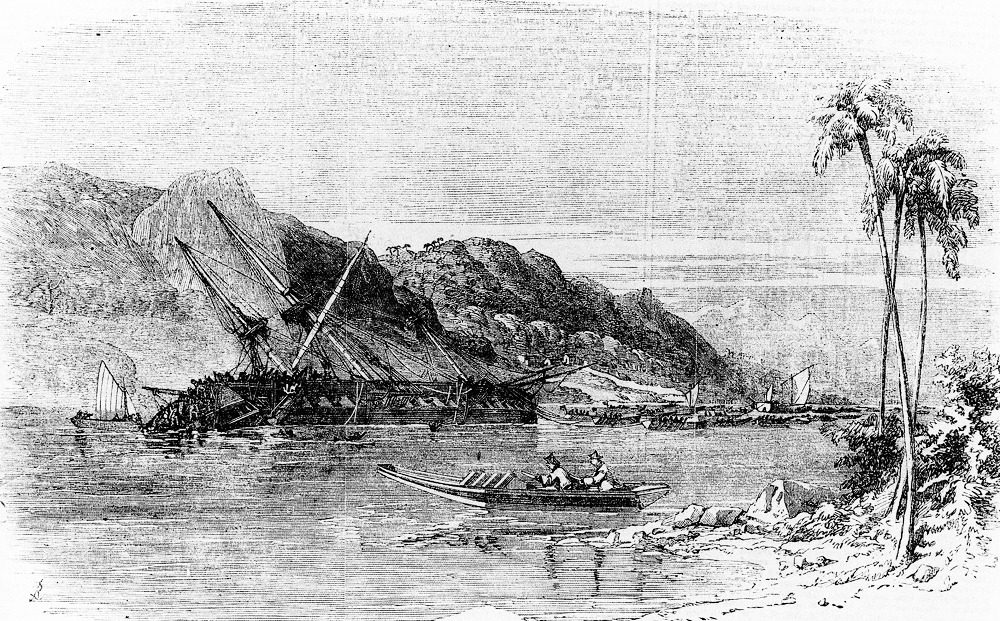
沈没するフリゲート「ディアナ号」

ディアナ号（ディアナごう）は、船あるいは艦の名前。
ディアナ（Диа́на）はラテン語のDiānaに由来する語で、ローマ神話の女神ディアーナを指す。この名を冠した船舶は主に欧州で建造されており、日本では19世紀のロシア海軍の軍艦として2隻の船が比較的に知られている。
軍艦に冠したものは、19世紀のロシアの「ディアナ」（en, パルラーダと同型）が存在する。音写表記としてはジアーナとも。

## ディアナ（スループ）
1807年建造のロシア軍艦ディアナ号は、スループに分類される帆船である。1807年に艦長ヴァシーリー・ゴロヴニーン（Vasily Golovnin, Василий Михайлович Головнин）のもと世界一周航海を行う。
1811年、千島列島の測量航海を行っていたところ、国後島にて幕府役人にゴローニン艦長が逮捕される。報復として「ディアナ」は日本船「観世丸」を拿捕し、高田屋嘉兵衛を拘束した。1813年、ディアナ号副艦長ピョートル・リコルドの尽力により、ゴローニンは解放された。（ゴローニン事件）

## ディアナ（フリゲート、1853年）

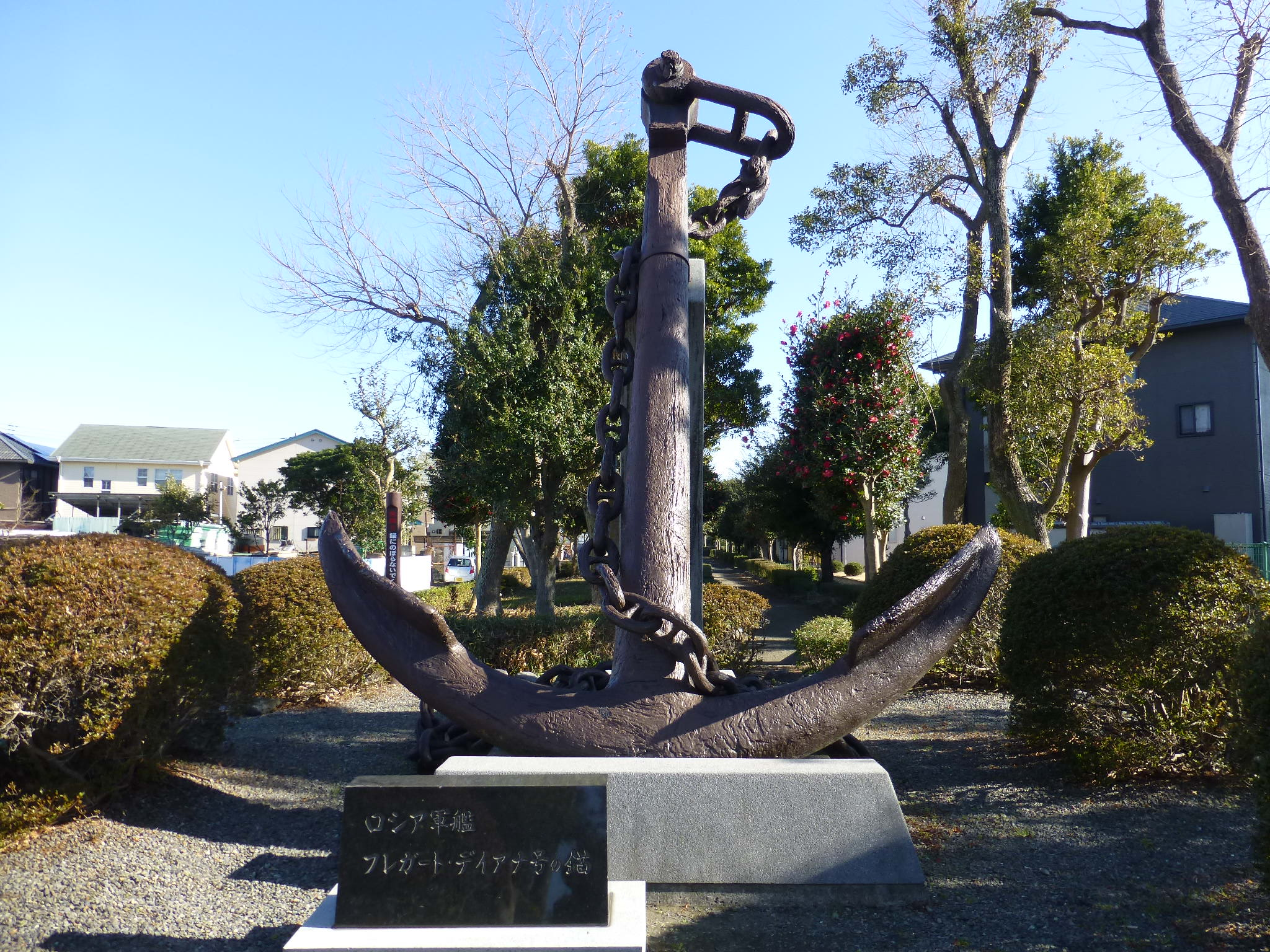
富士市でモニュメントとして展示されている錨

1853年建造のロシア軍艦ディアナ号は、フリゲートに分類される帆船である。1854年（安政元年）、日露和親条約締結交渉のためエフィム・プチャーチンの乗艦として箱館・大坂を経て下田港を訪れた際、同年11月4日（12月23日）9時過ぎごろに発生した安政東海地震による津波で大破した。修理のため下田港から戸田港に向かう途中強い西風に煽られ、宮島村（現：富士市）沖で沈没したと伝わる。沈没地点は不明であり、富士市は沈没したと伝わる田子の浦港付近を調査したが、発見には至らなかった。その調査の様子は1988年（昭和63年）に『ディアナ号沈船調査報告書』としてまとめられている。
プチャーチンは、乗員の帰国のためアレクサンドル・モジャイスキーらの指導で日本の造船工により帆船「ヘダ号」を建造。日本の造船工に洋式造船技術が伝わるきっかけとなった。
2つあった錨のうち、1つは1954年（昭和29年）に引き上げられ、沼津市戸田造船郷土資料博物館に関連資料とともに展示。もう1つは1976年（昭和51年）に引き上げられ、富士市五貫島の三四軒屋緑道公園でプチャーチン像とともに展示されている。
ディアナ号本体の引き上げは、1970年代までに何度が計画が立てられたが、沈没箇所と思われる付近の海底には大量のヘドロが堆積するなど条件が悪いことなどから実現することは無かった。

## ディアナ（通報艦、1939年）
通報艦は、第二次世界大戦前にイタリア海軍が建造したものが記録されている。

## 関連書籍
- 望月昇『プーチャーチンの錨』（1978年7月、SDC出版部）
- 清水達也、斎藤博之『海にむすぶきずな―ディアナ号と戸田号のものがたり』（1982年12月、岩崎書店）
- 奈木盛雄『駿河湾に沈んだディアナ号』（2005年1月、元就出版社）ISBN 978-4-86106-020-5